# Gottschalk z Nepomuku
Gottschalk z Nepomuku († 1369) byl český filosof a cisterciácký mnich v klášteře v Nepomuku.

## Život
Gottschalk se narodil neznámo kdy, v mládí vstoupil do cisterciáckého kláštera v Nepomuku v západních Čechách (klášter existoval 1144-1420). Z jeho života není známo příliš mnoho informací. Nabyl však poměrně značného vzdělání. Je autorem komentářů k některým spisům Petra Lombardského. Jediný dodnes zachovaný exemplář jeho Questiones je uložen v knihovně Jagellonské univerzity v Krakově. Gottschalk zemřel v roce 1369.

## Dílo
- Quaestiones super IV libros Sententiarum Petri Lombardi